# Carrarese Calcio 1908 2023-2024
Questa voce raccoglie le informazioni riguardanti la Carrarese Calcio 1908 nelle competizioni ufficiali della stagione 2023-2024.

## Stagione
Nella stagione 2023-2024 la Carrarese disputa il girone B del campionato di Serie C, con 73 punti si piazza in terza posizione, alle spalle del promosso Cesena, primo con 96 punti e della Torres Sassari seconda con 75 punti. Partecipa e vince i Play-off che devono designare la quarta promossa, e sale in Serie B dopo una assenza di 76 anni il 9 giugno 2024. Nella Coppa Italia di Serie C la Carrarese subito fuori nel primo turno, sconfitta (0-1) dal Pontedera.

## Divise e sponsor
Lo sponsor tecnico per la stagione 2023-2024 è Givova. Il main sponsor per la stagione 2023-2024 è Sagevan.

## Organigramma societario
Aggiornato al 10 aprile 2024
Area direttiva
- Presidente: Fabio Oppicelli
- Amministratore delegato e direttore sportivo: Iacopo Pasciuti
- Consigliere di amministrazione: Lorenzo Cabani
- Amministrazione: Diego Imperatrice
- Team manager:	Nicola Bongiorni

Area tecnica
- Allenatore: Alessandro Dal Canto (1ª-21ª), Antonio Calabro (22ª-38ª e play-off)
- Allenatore in seconda: Giuliano Lemme (1ª-21ª), Giuseppe Padovano (22ª-38ª e play-off)
- Preparatore dei portieri: Ferdinando Scarpello
- Match analyst: Alessio Talia
- Preparatore atletico: Michele Balloni

Area sanitaria
- Responsabile sanitario: Marco Piolanti, Giampaolo Poletti
- Fisioterapisti: Giacomo Schembri, Simona Bertano, Gregorio Simoncini, Andrea Biagini
- Recupero infortunati:	Gianluca Babboni

## Rosa
Aggiornata il 1º febbraio 2024
| N. |                      | Ruolo | Calciatore                    |
| -- | -------------------- | ----- | ----------------------------- |
| 1  | Italia (bandiera)    | P     | Marco Bleve                   |
| 3  | Italia (bandiera)    | D     | Marco Imperiale               |
| 4  | Argentina (bandiera) | D     | Julián Illanes                |
| 5  | Italia (bandiera)    | C     | Simone Della Latta (capitano) |
| 6  | Italia (bandiera)    | C     | Francesco Cerretelli          |
| 7  | Italia (bandiera)    | D     | Davide Grassini               |
| 8  | Italia (bandiera)    | C     | Riccardo Palmieri             |
| 9  | Italia (bandiera)    | A     | Niccolò Giannetti             |
| 10 | Italia (bandiera)    | A     | Giuseppe Panico               |
| 11 | Italia (bandiera)    | C     | Manuel Cicconi                |
| 12 | Italia (bandiera)    | P     | Thomas Tampucci               |
| 15 | Italia (bandiera)    | D     | Matteo Di Gennaro             |

| N. |                      | Ruolo | Calciatore         |
| -- | -------------------- | ----- | ------------------ |
| 17 | Italia (bandiera)    | C     | Emanuele Zuelli    |
| 18 | Argentina (bandiera) | C     | Nicolás Schiavi    |
| 21 | Italia (bandiera)    | D     | Mauro Coppolaro    |
| 22 | Italia (bandiera)    | P     | Stefano Mazzini    |
| 24 | Italia (bandiera)    | C     | Leonardo Morosini  |
| 26 | Italia (bandiera)    | D     | Raffaele Cartano   |
| 28 | Italia (bandiera)    | A     | Alessandro Capello |
| 30 | Italia (bandiera)    | A     | Matteo Sementa     |
| 32 | Italia (bandiera)    | A     | Mattia Finotto     |
| 39 | Italia (bandiera)    | C     | Niccolò Belloni    |
| 72 | Italia (bandiera)    | D     | Simone Zanon       |
| 82 | Italia (bandiera)    | C     | Leonardo Capezzi   |

## Risultati

### Serie C

#### Girone di andata
| Arbitro: | Marotta (Sapri) |

|                                               |           |  |
| Capello 40’ Calderoni 46’ (aut.) Palmieri 62’ | Marcatori |  |

| Arbitro: | Gigliotti (Cosenza) |

|                |           |                                       |
| Pattarello 21’ | Marcatori | 36’ Di Gennaro 69’ Capello 87’ Panico |

| Arbitro: | Mbei (Cuneo) |

|                 |           |  |
| Zoia 59’ (aut.) | Marcatori |  |

| Arbitro: | Diop (Treviglio) |

|                              |           |  |
| Ruocco 59’ Scotto 74’ (rig.) | Marcatori |  |

| Olbia 24 settembre 2023, ore 16:15 CEST 5ª giornata | Olbia                | 0 – 0 referto | Carrarese | Stadio Bruno Nespoli (921 spett.)\| Arbitro: \| Costanza (Agrigento) \| |
| Arbitro:                                            | Costanza (Agrigento) |               |           |                                                                         |

| Arbitro: | Lovison (Padova) |

|                          |           |  |
| Palmieri 12’ Belloni 63’ | Marcatori |  |

| Arbitro: | Giaccaglia (Jesi) |

|                           |           |  |
| Mercati 32’ Montevago 86’ | Marcatori |  |

| Arbitro: | Vogliacco (Bari) |

|              |           |  |
| Zuelli 90+7’ | Marcatori |  |

| Arbitro: | Virgilio (Trapani) |

|           |           |  |
| Forte 36’ | Marcatori |  |

| Arbitro: | Vingo (Pisa) |

|             |           |                |
| Capello 38’ | Marcatori | 87’ Volpicelli |

| Arbitro: | Bordin (Bassano del Grappa) |

|                 |           |                |
| Kargbo 14’, 72’ | Marcatori | 83’ Di Gennaro |

| Arbitro: | Cavaliere (Paola) |

|            |           |  |
| Panico 28’ | Marcatori |  |

| Arbitro: | Allegretta (Molfetta) |

|  |           |            |
|  | Marcatori | 62’ Panico |

| Arbitro: | Sacchi (Macerata) |

|              |           |  |
| Panico 90+5’ | Marcatori |  |

| Arbitro: | Ancora (Roma) |

|             |           |             |
| Matos 45+2’ | Marcatori | 37’ Capello |

| Arbitro: | D'Eusanio (Faenza) |

|                    |           |               |
| Schiavi 31’ (rig.) | Marcatori | 45+2’ Carpani |

| Arbitro: | Mucera (Palermo) |

|                  |           |  |
| Morra 87’ (rig.) | Marcatori |  |

| Arbitro: | Pezzopane (L'Aquila) |

|            |           |  |
| Simeri 16’ | Marcatori |  |

| Arbitro: | Zanotti (Rimini) |

|               |           |                                     |
| Delpupo 90+1’ | Marcatori | 31’ Di Gennaro 90+6’ (rig.) Capello |

#### Girone di ritorno
| Fermo 6 gennaio 2024, ore 16:15 CET 20ª giornata | Fermana                      | 0 – 0 referto | Carrarese | Stadio Bruno Recchioni (1 065 spett.)\| Arbitro: \| Rinaldi (Bassano del Grappa) \| |
| Arbitro:                                         | Rinaldi (Bassano del Grappa) |               |           |                                                                                     |

| Arbitro: | Madonia (Palermo) |

|                        |           |                                                  |
| Zanon 53’ Palmieri 67’ | Marcatori | 38’, 63’ (rig.) Pattarello 45+3’ (rig.) Guccione |

| Pesaro 21 gennaio 2024, ore 18:30 CET 22ª giornata | Vis Pesaro         | 0 – 0 referto | Carrarese | Stadio Tonino Benelli (1 089 spett.)\| Arbitro: \| Bozzetto (Bergamo) \| |
| Arbitro:                                           | Bozzetto (Bergamo) |               |           |                                                                          |

| Arbitro: | Lovison (Padova) |

|                                                      |           |                   |
| Panico 4’, 65’ Palmieri 43’ Capello 71’ Morosini 75’ | Marcatori | 83’ (rig.) Scotto |

| Arbitro: | Baratta (Rossano) |

|               |           |  |
| Schiavi 45+1’ | Marcatori |  |

| Arbitro: | Costanza (Agrigento) |

|              |           |                                        |
| J. Lipani 6’ | Marcatori | 20’ Della Latta 50’ Panico 70’ Finotto |

| Arbitro: | Grasso (Ariano Irpino) |

|                         |           |  |
| Illanes 57’ Capello 83’ | Marcatori |  |

| Arbitro: | Mirabella (Napoli) |

|                       |           |                        |
| Energe 14’ Saco 90+4’ | Marcatori | 9’ Finotto 18’ Schiavi |

| Arbitro: | Ubaldi (Roma) |

|                                                                      |           |                |
| Imperiale 15’ Candiano 18’ (aut.) Panico 59’ Schiavi 64’ Finotto 76’ | Marcatori | 5’ (rig.) Pane |

| Pineto 1º marzo 2024, ore 20:45 CET 29ª giornata | Pineto                     | 0 – 0 referto | Carrarese | Stadio Mimmo Pavone-Alessandro Mariani (500 spett.)\| Arbitro: \| Catanoso (Reggio Calabria) \| |
| Arbitro:                                         | Catanoso (Reggio Calabria) |               |           |                                                                                                 |

| Arbitro: | Caldera (Como) |

|                               |           |                     |
| Panico 45+1’, 80’ Schiavi 55’ | Marcatori | 19’, 90’ C. Shpendi |

| Arbitro: | Delrio (Reggio Emilia) |

|                                |           |                              |
| Merola 87’ (rig.) Pierno 90+5’ | Marcatori | 2’ Della Latta 90+2’ Finotto |

| Arbitro: | Burlando (Genova) |

|             |           |  |
| Finotto 59’ | Marcatori |  |

| Ferrara 23 marzo 2024, ore 17:30 CET 33ª giornata | SPAL             | 0 – 0 referto | Carrarese | Stadio Paolo Mazza (6 262 spett.)\| Arbitro: \| Diop (Treviglio) \| |
| Arbitro:                                          | Diop (Treviglio) |               |           |                                                                     |

| Arbitro: | Cavaliere (Paola) |

|             |           |  |
| Finotto 90’ | Marcatori |  |

| Arbitro: | Vergaro (Bari) |

|                                                 |           |              |
| Lipari 8’ Sbaffo 11’ Melchiorri 22’ Carpani 40’ | Marcatori | 80’ Morosini |

| Arbitro: | Vogliacco (Bari) |

|                                                   |           |  |
| Zuelli 12’ Capello 82’ (rig.) Semeraro 85’ (aut.) | Marcatori |  |

| Arbitro: | Iacobellis (Pisa) |

|  |           |                    |
|  | Marcatori | 75’ (rig.) Finotto |

| Arbitro: | Zago (Conegliano) |

|                          |           |                |
| Cicconi 44’ Zuelli 45+1’ | Marcatori | 68’ Ignacchiti |

### Play-off

#### Fase Nazionale
| Arbitro: | Calzavara (Varese) |

|  |           |                         |
|  | Marcatori | 3’ Zanon 50’ Di Gennaro |

| Arbitro: | Ancora (Roma) |

|            |           |                      |
| Panico 31’ | Marcatori | 24’ Lisi 90+3’ Sylla |

| Arbitro: | Calzavara (Varese) |

|            |           |             |
| Savona 19’ | Marcatori | 71’ Capezzi |

| Arbitro: | Arena (Torre del Greco) |

|                           |           |                       |
| Palmieri 2’ Giannetti 56’ | Marcatori | 21’ Sekulov 67’ Cerri |

| Arbitro: | De Angeli (Milano) |

|             |           |  |
| Finotto 62’ | Marcatori |  |

| Arbitro: | Lovison (Padova) |

|                      |           |                         |
| Lanini 17’ Talia 35’ | Marcatori | 19’ Finotto 66’ Schiavi |

| Vicenza 5 giugno 2024, ore 21:00 CEST Finale - Andata | L.R. Vicenza            | 0 – 0 referto | Carrarese | Stadio Romeo Menti (11 127 spett.)\| Arbitro: \| Arena (Torre del Greco) \| |
| Arbitro:                                              | Arena (Torre del Greco) |               |           |                                                                             |

| Arbitro: | Perri (Roma) |

|            |           |  |
| Finotto 6’ | Marcatori |  |

### Coppa Italia Serie C
| Arbitro: | D'Eusanio (Faenza) |

|  |           |                  |
|  | Marcatori | 76’ G. Benedetti |

## Statistiche

### Statistiche di squadra
| Competizione         | Punti | In casa | In casa | In casa | In casa | In casa | In casa | In trasferta | In trasferta | In trasferta | In trasferta | In trasferta | In trasferta | Totale | Totale | Totale | Totale | Totale | Totale | D.R. |
| Competizione         | Punti | G       | V       | N       | P       | Gf      | Gs      | G            | V            | N            | P            | Gf           | Gs           | G      | V      | N      | P      | Gf     | Gs     | D.R. |
| -------------------- | ----- | ------- | ------- | ------- | ------- | ------- | ------- | ------------ | ------------ | ------------ | ------------ | ------------ | ------------ | ------ | ------ | ------ | ------ | ------ | ------ | ---- |
| Serie C              | 73    | 19      | 16      | 2       | 1       | 37      | 10      | 19           | 5            | 8            | 6            | 17           | 20           | 38     | 21     | 10     | 7      | 54     | 30     | +24  |
| Play-off             | -     | 4       | 2       | 1       | 1       | 5       | 4       | 4            | 1            | 3            | 0            | 5            | 3            | 8      | 3      | 4      | 1      | 10     | 7      | +3   |
| Coppa Italia Serie C | -     | 1       | 0       | 0       | 1       | 0       | 1       | 0            | 0            | 0            | 0            | 0            | 0            | 1      | 0      | 0      | 1      | 0      | 1      | -1   |
| Totale               | -     | 24      | 18      | 3       | 3       | 42      | 15      | 23           | 6            | 11           | 6            | 22           | 23           | 47     | 24     | 14     | 9      | 64     | 38     | +26  |

### Andamento in campionato
| Giornata  | 1 | 2 | 3 | 4 | 5 | 6 | 7 | 8 | 9 | 10 | 11 | 12 | 13 | 14 | 15 | 16 | 17 | 18 | 19 | 20 | 21 | 22 | 23 | 24 | 25 | 26 | 27 | 28 | 29 | 30 | 31 | 32 | 33 | 34 | 35 | 36 | 37 | 38 |
| --------- | - | - | - | - | - | - | - | - | - | -- | -- | -- | -- | -- | -- | -- | -- | -- | -- | -- | -- | -- | -- | -- | -- | -- | -- | -- | -- | -- | -- | -- | -- | -- | -- | -- | -- | -- |
| Luogo     | C | T | C | T | T | C | T | C | T | C  | T  | C  | T  | C  | T  | C  | T  | C  | T  | T  | C  | T  | C  | C  | T  | C  | T  | C  | T  | C  | T  | C  | T  | C  | T  | C  | T  | C  |
| Risultato | V | V | V | P | N | V | P | V | P | N  | P  | V  | V  | V  | N  | N  | P  | V  | V  | N  | P  | N  | V  | V  | V  | V  | N  | V  | N  | V  | N  | V  | N  | V  | P  | V  | V  | V  |
| Posizione | 2 | 3 | 2 | 3 | 3 | 3 | 5 | 4 | 5 | 5  | 5  | 4  | 4  | 3  | 3  | 4  | 5  | 3  | 3  | 3  | 4  | 4  | 4  | 4  | 3  | 3  | 3  | 3  | 3  | 3  | 3  | 3  | 3  | 3  | 3  | 3  | 3  | 3  |

Fonte:  Carrarese Calcio 1908 - Calendario 23/24, su transfermarkt.it.
Legenda:

Luogo: C = Casa; T = Trasferta. Risultato: V = Vittoria; N = Pareggio; P = Sconfitta.